# Großes Dodekaeder

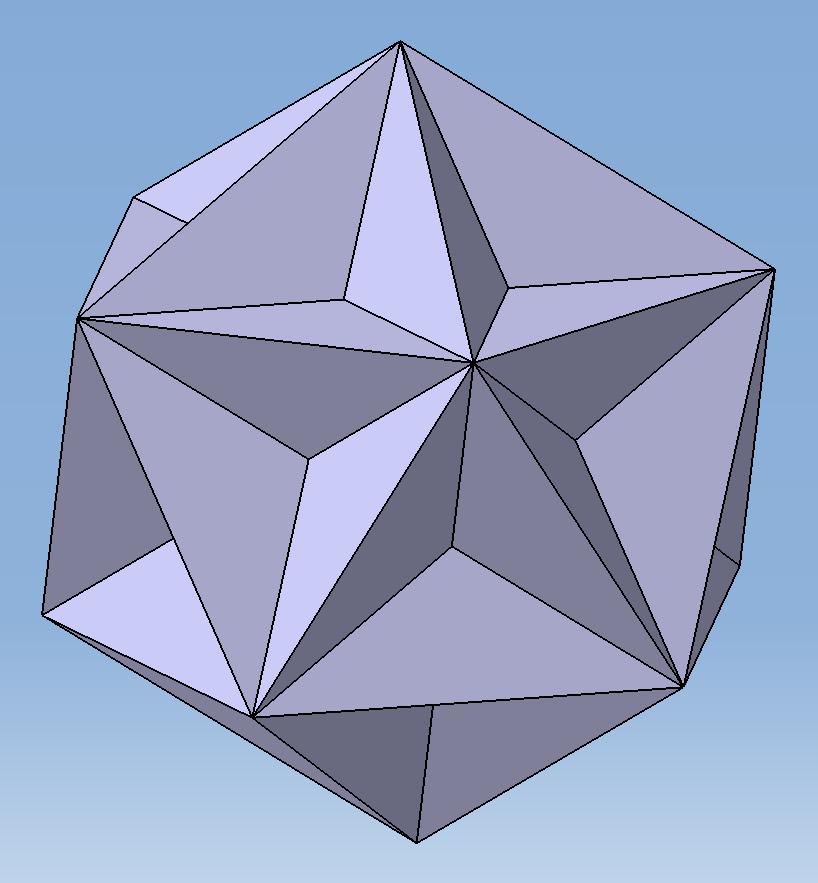
Großes Dodekaeder

Das Große Dodekaeder ist ein reguläres Polyeder und einer der vier Kepler-Poinsot-Körper. Er wird von 12 regelmäßigen Fünfecken begrenzt, die 60 gleichschenklige Dreiecke bilden.

## Eigenschaften
Grundkörper ist das Ikosaeder. Das Große Dodekaeder ist das Ergebnis von 12 sich gegenseitig schneidenden regelmäßigen Fünfecken, die im Ikosaeder zu finden sind (siehe Ikosaeder – Struktur des Ikosaeders). Daher hat es die Ecken und Kanten mit dem Ikosaeder gemeinsam. Dieser Sternkörper ist quasi ein reduziertes Ikosaeder, wobei die 20 Ausschnitte die Form dreieckiger Pyramiden haben.
Das Große Dodekaeder ist eine Stellation des Dodekaeders und eine Facettierung des Ikosaeders (siehe Kepler-Poinsot-Körper – Stellationen und Facettierungen).

## Formeln
| Größen eines Dodekaedersterns mit Kantenlänge a   | Größen eines Dodekaedersterns mit Kantenlänge a                                                      | Größen eines Dodekaedersterns mit Kantenlänge a                       |
| ------------------------------------------------- | --- | --------------------------------------------------------------------- |
| Volumen                                           | {\displaystyle V={\frac {5}{4}}\cdot a^{3}\cdot ({\sqrt {5}}-1)}                                     | {\displaystyle \approx 1{,}5451\cdot a^{3}}                           |
| Oberflächeninhalt                                 | {\displaystyle A_{O}=15\cdot a^{2}\cdot {\sqrt {5-2\cdot {\sqrt {5}}}}}                              | {\displaystyle \approx 10{,}898\cdot a^{2}}                           |
| Länge der Schenkel der gleichschenkligen Dreiecke | {\displaystyle s={\frac {a}{2}}\cdot ({\sqrt {5}}-1)}                                                | {\displaystyle \approx 0{,}6180\cdot a}                               |
| Umkugelradius                                     | {\displaystyle r_{u}={\frac {a}{4}}\cdot {\sqrt {10+2\cdot {\sqrt {5}}}}}                            | {\displaystyle \approx 0{,}9511\cdot a}                               |
| Kantenkugelradius                                 | {\displaystyle r_{k}={\frac {a}{4}}\cdot \left(1+{\sqrt {5}}\right)}                                 | {\displaystyle \approx 0{,}8090\cdot a}                               |
| Inkugelradius                                     | {\displaystyle r_{i}={\frac {a}{20}}\cdot {\sqrt {50+10\cdot {\sqrt {5}}}}}                          | {\displaystyle \approx 0{,}4253\cdot a}                               |
| Höhe der Pyramiden                                | {\displaystyle k={\frac {a\cdot {\sqrt {3}}}{6}}\cdot (3-{\sqrt {5}})}                               | {\displaystyle \approx 0{,}2205\cdot a}                               |
| Verhältnis von Volumen zu Umkugelvolumen          | {\displaystyle {\frac {V}{V_{U\!K}}}={\frac {3}{2\cdot \pi }}\cdot {\sqrt {50-22\cdot {\sqrt {5}}}}} | {\displaystyle \approx 0{,}4288}                                      |
| Innenwinkel des regelmäßigen Fünfecks             | {\displaystyle \alpha =108^{\circ }}                                                                 |                                                                       |
| Winkel zwischen benachbarten Flächen              | {\displaystyle \beta =\arccos \!{\frac {\sqrt {5}}{5}}}                                              | {\displaystyle \approx 63^{\circ }\,26^{\prime }\,6^{\prime \prime }} |

## Zusammenhang mit anderen Polyedern

Durch Abstumpfen eines Dodekaedersterns entsteht der abgestumpfte Dodekaederstern, der von außen wie ein Dodekaeder aussieht, das Dodekadodekaeder und schließlich das Große Dodekaeder.

Die konvexe Hülle ist das Ikosaeder. Es hat auch gemeinsame Kanten mit dem Ikosaeder. Es gibt vier verwandte Polyeder, die durch Abstumpfen entstehen.
Das duale Polyeder ist der Dodekaederstern. Das Dodekadodekaeder ist eine Rektifikation, wobei Kanten bis zu Punkten abgestumpft werden. Das abgestumpfte Große Dodekaeder kann als ein degeneriertes reguläres Polyeder angesehen werden, weil seine Ecken und Kanten übereinstimmen, aber es ist für die Vollständigkeit enthalten. Die Oberfläche sieht aus wie ein normales Dodekaeder, aber es hat 24 Seitenflächen, die paarweise übereinstimmen. Die Spitzen werden abgeschnitten, bis sie die Ebene des Pentagramms unter ihnen erreichen. Die 24 Seitenflächen sind 12 regelmäßige Fünfecke von den abgestumpften Ecken und 12 Fünfecke, die die Form von doppelt gewundenen Fünfecken annehmen, die die ersten 12 Fünfecke überlappen. Diese werden gebildet, indem die ursprünglichen Pentagramme abgestumpft werden.